# Georges Broussine
Georges Broussine, né le 19 février 1918 à Paris où il meurt le 31 octobre 2001, est un journaliste français, grand résistant, fondateur en 1943 du réseau « Bourgogne » dont il est le pilier.

## Résistance
Incorporé dans l'armée pour participer à la guerre alors qu'il est étudiant en médecine, Georges Broussine quitte avec éclat son  régiment après la proclamation de  l'Armistice de juin 1940 et, voulant poursuivre la guerre contre l'ennemi nazi, il rejoint, parmi les premiers, le général  de Gaulle à Londres.
Dans la Résistance il est, avec Yves Allain, un des piliers du réseau « Bourgogne » qu'il fonde en France pour organiser l'évasion vers l'Angleterre des aviateurs  alliés abattus en France : plus de 300 aviateurs américains, britanniques, canadiens peuvent ainsi retourner en Angleterre.
Georges Broussine a raconté ses souvenirs dans un livre, L'Évadé de la France libre (Tallandier).

## Journalisme
Au cours de sa carrière dans la presse, il dirigea le service politique en langue française d'United Press International de 1958 à 1962, c'est-à-dire pendant la quasi-totalité de la guerre d'Algérie. Il fut éditorialiste à Radio Monte-Carlo de 1959 à 1974. En 1966, il créa une lettre d'information remarquée, La Politique, ce matin, dont il assura seul la rédaction jusqu'en 1989. Il fut le rédacteur en chef du quotidien gaulliste, La Lettre de la Nation. Il collabora comme informateur au magazine Le Point.
Journaliste diplomatique, Georges Broussine fut élu président de l'Association de la presse diplomatique française (1982-1985), et en demeura à vie président honoraire.

## Décorations
- Officier de la Légion d'honneur[Quand ?]
- Croix de guerre 1939–1945 avec palmes
- Médaille de la Résistance française avec rosette
- Croix militaire (Royaume-Uni)[2]
- Ordre de Léopold (classe et catégorie ?) (Belgique)[2]
- Croix d'argent de Ordre militaire de Virtuti Militari (classe ?) (Pologne)[2]
- Legion of Merit (grade ?) (États-unis)
- Médaille de la Liberté (avec palme d'or) (Etats-unis)[2]

Liste imparfaite et non exhaustive - Votre aide est la bienvenue.

## Œuvre
- L'Évadé de la France libre, Tallandier, 2000.